# لیگ والیبال زنان ایران
لیگ والیبال زنان ایران شامل لیگ‌های مختلف والیبال زنان در ایران است. در همین حال مسابقات والیبال قهرمانی نیز در ایران برگزار می‌شد که در آن نمایندگان استان‌ها به مصاف هم می‌رفتند. در اواخر دوره پهلوی، در سال ۱۳۵۴ جام باشگاهی والیبال بانوان در سطح کشوری با نام جام شهبانو شروع به برگزاری کرد.
پس از انقلاب مسابقات والیبال زنان با انجام مسابقات لیگ دسته یک از سرگرفته شد. با افزایش تیمهای باشگاهی و دستجات آزاد والیبال بانوان در سطح کشور، انجمن والیبال بانوان کشور جهت بالا بردن سطح کیفی مسابقات تصمیم گرفت از سال ۱۳۸۰ لیگ برتر را برگزار کنند.

## پیشینه لیگ والیبال زنان ایران

### جام قهرمانی باشگاه‌های تهران

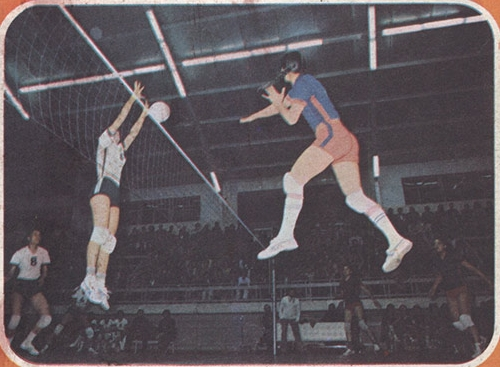
صحنه ای از بازی پاس برابر تاج. آخرین بازی از جام قهرمانی باشگاه‌های تهران ۱۳۵۳. پاس (آبی پوش) با پیروزی برابر تاج (سفید پوش) به مقام نایب قهرمانی مسابقات رسید.

پیش از انقلاب ابتدا لیگ‌های محلی والیبال بانوان در ایران شکل گرفتند. مهمترین این لیگ‌ها جام قهرمانی باشگاه‌های تهران بود که اولین تیم ملی والیبال بانوان از بهترین بازیکنان این لیگ انتخاب شدند. پیش از انجام مسابقات باشگاهی والیبال زنان در سطح کشوری، این مسابقات به صورت استانی برگزار می‌شده است. پس از انقلاب هم مسابقات والیبال قهرمانی کشور برای چند سال به صورت استانی ادامه یافت.

### مسابقات والیبال قهرمانی ایران

تیم اصفهان نایب قهرمان مسابقات والیبال قهرمانی ایران در سال ۱۳۵۰.

دوازدهمین دوره دسته‌یک بزرگسالان کشور در سال ۱۳۷۷ برگزار شد و تیم‌های تهران و اصفهان به فینال مسابقات رسیدند. در این مسابقه تیم تهران با شکست ۳ بر یک اصفهان قهرمان رقابت‌ها شد. در مسابقه رده‌بندی تیم گیلان موفق شد در ۵ ست و با درخشش فاطمه اسماعیل‌زاده تیم تهران ب را شکست دهد و به مقام سومی برسد. فاطمه اسماعیل‌زاده پس از این مسابقات از بازی در مسابقات والیبال خداحافظی کرد. در این دوره ۲۹ مسابقه برگزار شد و تیم‌های سیستان و بلوچستان و خراسان به دسته‌ی دوم سقوط کردند. دوازهمین دوره مسابقات والیبال قهرمانی دسته اول بانوان کشور در سال ۱۳۷۸ برگزار شد. این مسابقات با شرکت ۱۰ تیم از جمله تیم‌های استان‌های خوزستان، فارس، سمنان و آذربایجان شرقی در سال ۱۷ شهریور ورزشگاه تختی اصفهان برگزار شد. ۱۷ تیم نیز در دسته دوم حضور داشتند.
| فهرست قهرمان‌های مسابقات والیبال قهرمانی ایران | فهرست قهرمان‌های مسابقات والیبال قهرمانی ایران | فهرست قهرمان‌های مسابقات والیبال قهرمانی ایران | فهرست قهرمان‌های مسابقات والیبال قهرمانی ایران | فهرست قهرمان‌های مسابقات والیبال قهرمانی ایران | فهرست قهرمان‌های مسابقات والیبال قهرمانی ایران | فهرست قهرمان‌های مسابقات والیبال قهرمانی ایران |
| دوره                                          | فصل                                           | میزبان                                        | قهرمان                                        | نایب‌قهرمان                                    | جایگاه سوم                                    | منبع                                          |
| --------------------------------------------- | --------------------------------------------- | --------------------------------------------- | --------------------------------------------- | --------------------------------------------- | --------------------------------------------- | --------------------------------------------- |
|                                               | ۱۳۴۵                                          |                                               | تهران                                         |                                               |                                               | [ ۷ ]                                         |
|                                               | ۱۳۵۰                                          |                                               | تهران                                         | اصفهان                                        |                                               |                                               |
|                                               | ۱۳۵۱                                          |                                               | اصفهان                                        |                                               |                                               | [ ۸ ] [ ۹ ]                                   |
| ۲۵                                            | ۱۳۵۲                                          | مشهد                                          | تهران                                         | اصفهان                                        |                                               | [ ۱۰ ] [ ۹ ] [ ۸ ]                            |
| ۱۲                                            | ۱۳۷۷                                          |                                               | تهران                                         | اصفهان                                        | گیلان                                         | [ ۴ ]                                         |
|                                               | ۱۳۷۸                                          |                                               |                                               |                                               |                                               |                                               |

## لیگ والیبال

### جام شهبانو
بازی‌های والیبال دختران جام شهبانو اولین دوره مسابقات کشوری والیبال زنان در ایران بود. اولین دوره آن در سال ۱۳۵۴ در دو گروه تیم‌های تهرانی (۸ تیم) و شهرستانی (مسابقات با ۵ تیم در اهواز برگزار شد) آغاز شد. تیم برتر هر گروه به مرحله نهایی مسابقات راه یافتند. ۸ تیم تهرانی حاضر در مسابقات پس از پایان این مرحله به ترتیب به مقام‌های اول تا هشتمی رسیدند: ۱- تاج ۲-پاس ۳-هما ۴-عقاب ۵-پرسپولیس ۶-افسر ۷-دیهیم ۸-صنعت نفت. ۵ تیم شهرستانی حاضر در مسابقات پس از پایان این مرحله به ترتیب به مقام‌های اول تا پنجمی رسیدند: ۱- اصفهان ۲-خوزستان ۳-گیلان ۴-مازندران ۵-فارس. در مسابقات والیبال جام شهبانو تیم تاج در فینال مسابقات در پی اعتراض به داوری مسابقات در دیدار فینال در مقابل تیم هما زمین مسابقه را ترک کرد و به مقام دوم این دوره از مسابقات رسید. سه تیم برتر این دوره جام شهبانو (هما، تاج و پاس) قرار بود در شهریورماه ۱۳۵۵ در دیدارهای دوستانه‌ای به مصاف تیم آلمان غربی بروند. تیم پاس در این مسابقات بر هما پیروز شد اما با شکست در برابر تاج به مقام دومی رسید.

### لیگ دسته یک
هفتمین دوره لیگ دسته یک در تابستان ۱۳۷۷ با شرکت ۲۸ تیم باشگاهی از سراسر ایران آغاز شد. مرحله مقدماتی این مسابقات در دو گروه برگزار شد که در گروه یک هشت تیم چیذر، پرسپولیس، هما تهران، کاله آمل، حجاب تهران، اصفهان، شهید چمران و ذوب‌آهن اصفهان حضور داشتند. در دسته دوم تیم‌های همدان، بسیج قم، قزوین، حجاب فارس، یاسوج، بوشهر، فجر کرمانشاه، هفده شهریور اردبیل، بسیج خراسان، تربیت بدنی کردستان، بانک ملی بروجرد، فجر تهران، بسیج سمنان، تربیت بدنی خرم آباد، کوثر خرمشهر، نامجو گیلان و پتروشیمی رازی ماهشر شرکت داشتند.
مسابقات سال ۱۳۷۸ با شرکت ۱۳ تیم در ۳ گروه برگزار شد و از هر گروه ۲ تیم به مرحله بعدی راه یافتند. تیم‌های حاضر در این مسابقات عبارتند از: ذوب‌آهن اصفهان، حجاب فارس، برق کرمان، صنعت نفت آبادان، سمنان، میاندوآب، هما، نامجو، گیلان، مقاومت بسیج، کرمانشاه، منطقه آزاد کیش، فرمانداری شاهرود، حجاب تهران، پتروشیمی رازی ماهشهر. از گروه اول تیم‌های ذوب آهن اصفهان و حجاب فارس، از گروه دوم تیم‌های هما و نامجو گیلان و از گروه سوم تیم‌های حجاب تهران و منطقه آزاد کیش به دور دوم صعود کردند.
دهمین دوره مسابقات دسته یک والیبال بانوان نیز در نیمه اول سال ۱۳۸۰ برگزار شد.

### لیگ برتر والیبال زنان ایران
از سال ۱۳۸۰ فدراسیون والیبال تصمیم گرفت رقابت‌ها را در ۳ مقطع لیگ برتر، دسته یک و دسته ۲ برگزار نماید. ۸ تیم در اولین دوره لیگ برتر والیبال زنان شرکت کردند که در دو گروه ۸ تیمی مسابقه دادند. اولین فینال لیگ برتر بین پاس و هما در اسفندماه ۱۳۸۰ برگزار شد. دومین دوره لیگ برتر با حضور ۶ تیم در سال ۱۳۸۱ برگزار شد. دهمین دوره مسابقات دسته یک والیبال بانوان نیز در نیمه اول سال ۱۳۸۰ برگزار شد. بازیکنان حاضر در این مسابقات تا قبل از سال ۱۳۸۸ بدون حجاب به مسابقه می‌پرداختند.
چهارمین دوره مسابقات لیگ برتر والیبال باشگاه‌ها و دسته‌های آزاد بانوان کشور، آبان ماه ۱۳۸۲، با قهرمانی تیم هما در سالن مهر تهران پایان یافت. این مسابقات با حضور ۸ تیم و به صورت رفت و برگشت از دهم مهرماه ۱۳۸۲ آغاز شد و پس از ۵۶ دیدار، هما با ۲۷ امتیاز به قهرمانی رسید و ذوب‌آهن اصفهان و دانشگاه آزاد اسلامی با کسب ۲۵ امتیاز به ترتیب دوم و سوم شدند. تیم های سایپا، یادگار امام گیلان، پروین اسفند، شهرداری قم و صدرا شیراز به ترتیب به عنوان های چهارم تا هشتم دست یافتند که تیم‌های شهرداری قم و صدرا شیراز به دسته یک سقوط کردند.

## قهرمان‌ها
تیم ذوب‌آهن بین سال‌های ۱۳۸۴ تا ۱۳۸۸ پنج عنوان قهرمانی در لیگ والیبال کسب کرده است و یک قهرمانی در سال ۱۳۹۷، سه نایب قهرمانی و یک عنوان سومی (تا آبان ماه سال ۱۳۹۳) پرافتخارترین تیم رقابت های ست. هما نیز به عنوان اولین قهرمان لیگ برتر و قهرمان چندین دوره جام قهرمانی باشگاه‌های تهران، یکی دیگر از موفق‌ترین باشگاه‌ها در این زمینه است.

### جام شهبانو
| دوره | فصل  | قهرمان | نایب‌قهرمان | جایگاه سوم | منبع          |
| ---- | ---- | ------ | ---------- | ---------- | ------------- |
| ۱    | ۱۳۵۴ | هما    | پاس        | تاج        | [ ۱۰ ] [ ۱۲ ] |
| ۲    | ۱۳۵۵ | تاج    | پاس        | عقاب       | [ ۳۰ ] [ ۳۱ ] |
| ۳    | ۱۳۵۶ |        |            |            |               |

### لیگ دسته یک
| دوره | فصل  | قهرمان      | نایب‌قهرمان      | جایگاه سوم | منبع                 |
| ---- | ---- | ----------- | --------------- | ---------- | -------------------- |
| ۱    | ۱۳۷۱ |             |                 |            |                      |
| ۲    | ۱۳۷۲ |             |                 |            |                      |
| ۳    | ۱۳۷۳ |             |                 |            |                      |
| ۴    | ۱۳۷۴ | هما تهران   |                 |            | [ ۳۲ ]               |
| ۵    | ۱۳۷۵ | کاشی اصفهان | استاندارد تهران | پرسپولیس   | [ ۳۳ ]               |
| ۶    | ۱۳۷۶ |             |                 |            |                      |
| ۷    | ۱۳۷۷ |             |                 |            | [ ۳۴ ] [ ۱۴ ]        |
| ۸    | ۱۳۷۸ |             |                 |            | [ ۱۶ ]               |
| ۹    | ۱۳۷۹ | هما تهران   | صدرای شیراز     | حجاب تهران | [ ۳۵ ] [ ۳۶ ] [ ۳۷ ] |
| ۱۰   | ۱۳۸۰ |             |                 |            | [ ۱۷ ]               |

### لیگ برتر

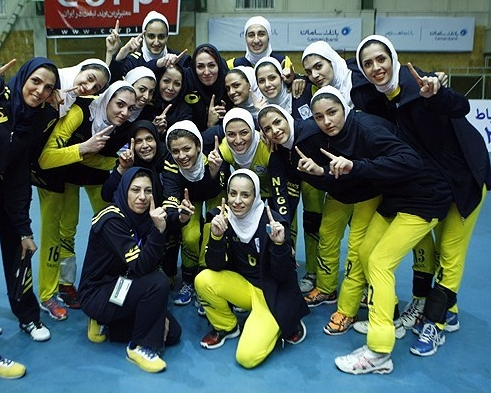
تصویر خوشحالی بازیکنان گاز تهران قهرمان لیگ ۱۳۹۲ پس از بازی مقابل دانشگاه آزاد در آذرماه ۱۳۹۲.

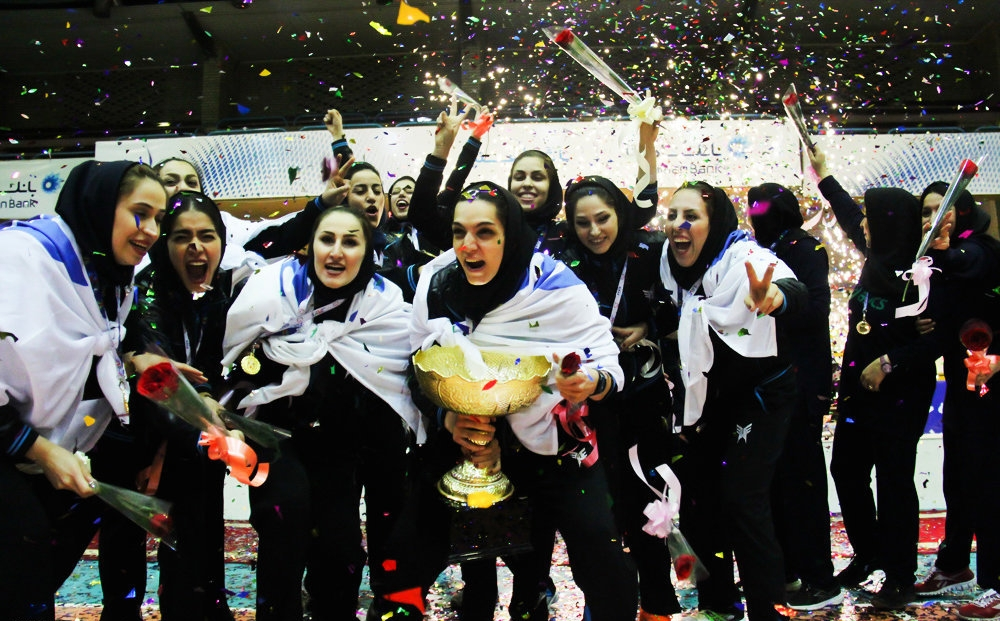
جشن قهرمانی تیم دانشگاه آزاد. جام قهرمانی لیگ ۱۳۹۳ در دستان مائده برهانی و شکوفه صفری.

| دوره | فصل  | قهرمان         | نایب‌قهرمان    | جایگاه سوم         | منبع          |
| ---- | ---- | -------------- | ------------- | ------------------ | ------------- |
| ۱    | ۱۳۸۰ | هما تهران      | پاس تهران     |                    |               |
| ۲    | ۱۳۸۱ | دانشگاه آزاد   |               |                    | [ ۳۹ ]        |
| ۳    | ۱۳۸۲ | هما تهران      | ذوب‌آهن اصفهان | دانشگاه آزاد       | [ ۲۷ ] [ ۲۷ ] |
| ۴    | ۱۳۸۳ | هما تهران      |               |                    | [ ۴۰ ]        |
| ۵    | ۱۳۸۴ | ذوب‌آهن اصفهان  | هما تهران     | نفت تهران          | [ ۲۸ ] [ ۴۱ ] |
| ۶    | ۱۳۸۵ | ذوب‌آهن اصفهان  | هما تهران     | برق تهران          |               |
| ۷    | ۱۳۸۶ | ذوب‌آهن اصفهان  | سايپا تهران   | دانشگاه آزاد تهران |               |
| ۸    | ۱۳۸۷ | ذوب‌آهن اصفهان  | سايپا تهران   | دانشگاه آزاد ابهر  |               |
| ۹    | ۱۳۸۸ | ذوب‌آهن اصفهان  | پرسپولیس      | نفت                | [ ۲۸ ] [ ۴۱ ] |
| ۱۰   | ۱۳۸۹ | پرسپولیس تهران | ذوب‌آهن اصفهان | گاز تهران          | [ ۴۱ ] [ ۴۲ ] |
| ۱۰   | ۱۳۹۰ | گیتی پسند      | گاز تهران     | ذوب‌آهن اصفهان      |               |
| ۱۱   | ۱۳۹۱ | گیتی پسند      | ذوب‌آهن اصفهان | گاز تهران          |               |
| ۱۲   | ۱۳۹۲ | گاز تهران      | ذوب‌آهن اصفهان | دانشگاه آزاد       |               |
| ۱۳   | ۱۳۹۳ | دانشگاه آزاد   | ذوب‌آهن اصفهان | گاز تهران          |               |
| ۱۴   | ۱۳۹۴ | گاز تهران      | دانشگاه آزاد  | ذوب‌آهن اصفهان      |               |
| ۱۵   | ۱۳۹۵ | بانک سرمایه    | ذوب‌آهن اصفهان | دانشگاه آزاد       |               |
| ۱۶   | ۱۳۹۶ | پیکان تهران    | ذوب‌آهن اصفهان | بهنمیر مازندران    |               |
| ۱۷   | ۱۳۹۷ | ذوب‌آهن اصفهان  | پیکان تهران   | نامی‌نو اصفهان      | [ ۴۳ ]        |
| ۱۸   | ۱۳۹۸ |                |               |                    |               |
| ۱۹   | ۱۳۹۹ |                |               |                    |               |